# Far Cry: Vengeance
Far Cry: Vengeance är ett datorspel i spelserien Far Cry utvecklat och utgivet av Ubisoft. Det är exklusivt utgivet till Wii och använder sig av funktionerna i den rörelsekänsliga handkontrollen.

## Mottagande
Far Cry: Vengeance mottogs främst med negativa recensioner från spelkritikerna enligt webbplatsen Metacritic.